# Колесников, Алексей Иванович (борец)
Алексей Иванович Колесников (род. 27 декабря 1974) — российский борец греко-римского стиля. Призёр Кубка мира. Чемпион России. Заслуженный мастер спорта России.

## Карьера
В августе 2001 года в Москве, победив в финале Алексея Тарабарина, стал победителем Гран-при Ивана Поддубного. 22 мая 2015 года возглавил управление физкультуры и спорта администрации города Владимира. 21 октября 2016 года покинул данный пост.

## Спортивные результаты
- Чемпионат Европы по борьбе среди молодёжи 1994 — 5
- Всемирные военные игры 1995 — ;
- Кубок мира по борьбе 1996 — ;
- Кубок мира по борьбе 1996 (команда) — ;
- Чемпионат России по греко-римской борьбе 1997 — ;
- Чемпионат мира по борьбе среди военнослужащих 1997 — ;
- Чемпионат России по греко-римской борьбе 1998 — ;
- Чемпионат мира по борьбе среди студентов 1998 — ;
- Всемирные военные игры 1999 — ;
- Чемпионат России по греко-римской борьбе 2000 — ;
- Чемпионат России по греко-римской борьбе 2001 — ;
- Чемпионат Европы по борьбе 2001 — 5;

## Личная жизнь
Сын: Егор — борец, мастер спорта.